# Товути
Тову́ти (индон. Danau Towuti) — крупнейшее озеро индонезийского острова Сулавеси. Располагается на территории округа Восточный Луву в северо-восточной части провинции Южный Сулавеси. Относится к бассейну моря Банда. Входит в состав природного парка Данау-Товути.
Озеро находится на высоте 293 м над уровнем моря в горной местности юго-восточнее центральной части острова. Площадь Товути около 600 км², глубина достигает 203 м. Озёрная котловина имеет тектоническое происхождение.
Сток из озера идёт на запад через реку Ла-Рона в бухту Усу на севере залива Боне.